# Dicranoptycha cinerascens
Dicranoptycha cinerascens là một loài ruồi trong họ Limoniidae. Chúng phân bố ở miền Cổ bắc.